# La stanza dello scirocco
La stanza dello scirocco és una pel·lícula italiana de comèdia romàntica del 1998 escrita i dirigida per Maurizio Sciarra. Està basada en la novel·la homònima de Domenico Campana.

## Argument
Un marquès d'edat avançada, perseguit pel feixisme, torna a la seva terra natal per poder vendre una propietat. A la seva arribada al foc del seu edifici mor el seu majordom. Per no patir les persecucions, el marquès d'Acquafurata decideix ocupar el seu lloc per dur a terme el seu pla sense molèsties. El Partit Feixista voldria apropiar-se de l'edifici. Però en canvi el marquès, gràcies al notari Spatafora, troba un testament fals en el qual es dona el palau a la parella més pobre del país.
Dos joves cònjuges, Vincenzo Labate i la seva dona Rosalia, prenen possessió de l'edifici. La bellesa i les reticències de la jove enamoren l'ancià Marquès, que després de la marxa del seu marit confessa el seu amor a Rosalia. La casa té una sala de xaloc al soterrani, sobre la qual flota una llegenda. Construït per arquitectes àrabs, es diu que cridant tres vegades a dins, tot l'edifici s'ensorrarà, sense deixar escapatòria als enemics. L'amor boig entre tots dos es consumeix a l'habitació, fins que els seus pares, que han olorat els sentiments de la seva filla pel marquès, l'obliguen a abandonar el palau per tornar a casa seva. El marquès la persegueix, li diu que l'esperarà a la sala Xaloc, i des d'allà la portarà amb ell a París, després d'haver-se burlat dels seus perseguidors feixistes. Però l'espera és en va. El marquès, en deliri, sembla escoltar la veu de la jove, el seu amor li crida tres cops i el palau s'ensorra sobre ell. Desil·lusionat a hores d'ara, l'home se'n va a escapar, al mar l'espera una barca a motor que el portarà a un lloc segur. Però allà mateix trobarà la Rosalia, i junts fugiran cap a la llibertat.

## Repartiment
- Giancarlo Giannini com a marquès d'Acquafurata
- Tiziana Lodato com a Rosalia
- Paolo De Vita com a Spatafora
- Francesco Benigno com a Vincenzo Labate
- Tony Sperandeo com a Sollima
- Valentina Biasio com a Maria
- Lucia Sardo com a Lucia

## Reconeixements
- 1998 - Festival de Cinema Italià d'Annecy
  - Millor pel·lícula
- 1999 - Nastro d'argento[2]
  - Millor actor Giancarlo Giannini
  - Millor banda sonora Eugenio Bennato
- 1998 - XIX edició de la Mostra de València[3]
  - Palmera de Plata
  - Migliore fotografia Arnaldo Catinari